# Вильгельм Гессен-Филипсталь-Бархфельдский (1905)
Вильгельм Эрнст Алексис Герман Гессен-Филипсталь-Бархфельдский (нем. Wilhelm Ernst Alexis Hermann von Hessen-Philippsthal-Barchfeld; 1 марта 1905 Ротенбург-ан-дер-Фульда, Германская империя — 30 апреля 1942, на Горе возле Белой, РСФСР) — гауптштурмфюрер войск СС во время Второй мировой войны. Он был внучатым племянником Алексиса Гессен-Филипсталь-Бархфельдского, последнего ландграфа Гессен-Филипсталь-Бархфельда.

## Биография
Вильгельм родился 1 марта 1905 года. Он был старшим сыном Хлодвига Гессен-Филипсталь-Бархфельдского и его жены Каролины Сольмс-Гогенсольмс-Лихской. У него было четверо братьев и сестер: Эрнст Людвиг (1906—1934), Ирена (1907—1980), Александр Фридрих (1911—1939) и Виктория Цецилия (1914—1998).
1 мая 1932 года он вступил в НСДАП (членский номер 1 187 621)  и СС (номер СС 52 711). В 1934 году он стал командиром мотоштурмбанна Штандарта 27. Одновременно Вильгельм был членом Тевтонского ордена.
Вильгельм участвовал во Второй мировой войне в качестве офицера-танкиста во 2-й танковой дивизии СС в Польше и Франции. Затем он воевал в Греции и Румынии и на территории СССР.
Погиб под Москвой весной 1942 года.

## Брак и потомство
Он женился на Марианне Прусской, в Табарце, 30 января 1933 года. У них родилось трое детей: Вильгельм (род. 1933), Герман (1935—2019), Йоханна (род. 1937).